# Lipová-lázně
Lipová-lázně é uma comuna checa localizada na região de Olomouc, distrito de Jeseník.